# Marshall Wayne
Marshall Wayne  (ur. 25 maja 1912 w Saint Louis, zm. 16 czerwca 1999 w Hendersonville) – amerykański skoczek do wody. Dwukrotny medalista olimpijski z  Igrzysk w Berlinie.
Zawody w 1936 były jego jedynymi igrzyskami olimpijskimi. Triumfował w skokach z dziesięciometrowej wieży i był drugi w skokach z trampoliny (3 m) – wyprzedził go jedynie rodak Richard Degener. W 1981 został przyjęty do International Swimming Hall of Fame. 
W trakcie II wojny światowej był pilotem United States Air Force. Odbył 37 lotów nad Europą, ostatecznie dosłużył się stopnia pułkownika. Po wojnie przez wiele lat był zawodowym pilotem (Pan Am).